# Kapel van het Kempisch Domein

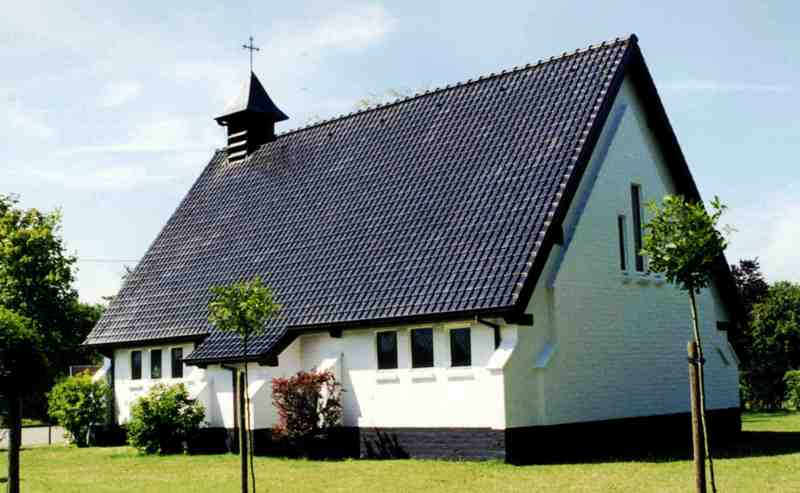
Kapel van het Kempisch Domein

De Kapel van het Kempisch Domein is een kerkje nabij de tot de Antwerpse gemeente Geel behorende plaats Ten Aard, gelegen aan de Brijpoopsedijk. De kerk is gewijd aan Onze-Lieve-Vrouw-Geboorte.

## Geschiedenis
De kapel bevindt zich in het open veld, met slechts enkele geïsoleerde boerderijen in de omgeving. Dit heeft er mee te maken dat hier sinds 1853 een uitgestrekt koninklijk domein lag, waar ontginningsactiviteiten plaats vonden. Vanuit de Koningshoeve werd dit grote domein bestuurd.
In 1951 werden grote delen van het domein verkocht. 500 ha werd gekocht door de Nationale Maatschappij voor Kleine Landeigendom. Deze liet 25 modelboerderijen bouwen, alle in dezelfde stijl. Vooral de veehouderij werd bevorderd. De witte boerderijen hebben alle een naam en zijn voorzien van een schilderijtje op de muur. Gegadigden konden solliciteren om in een dergelijke boerderij een agrarisch bedrijf te beginnen.
In 1954 werd te midden van deze boerderijen, met de stenen die na de bouw van de boerderijen nog over waren, een kerk gebouwd en deze werd in 1956 nog vergroot. Op het zadeldak bevindt zich een dakruiter.
Ooit waren er plannen om rond deze kerk een dorpscentrum te ontwikkelen, maar dat is nooit gebeurd. Niettemin wordt er nog steeds elke zondag in deze kapel een Mis opgedragen.

## Gebouw
Het betreft een witgeschilderde zaalkerk onder zadeldak, voorzien van een dakruiter.